# INEFC Lleida
L'INEFC de Lleida és la seu de l'Institut Nacional d'Educació Física de Catalunya que hi ha en aquesta ciutat i, com a centre públic docent de la Generalitat de Catalunya, assumeix les tasques de docència universitària i d'investigació en l'àmbit de les ciències de l'activitat física i l'esport. La institució és un Organisme Autònom de la Generalitat de Catalunya i el campus de Lleida està adscrit a la Universitat de Lleida. Té capacitat per a uns 900 alumnes incloent estudiants del Grau en Ciències de l'Activitat Física i de l'Esport, del Doble Grau en Ciències de l'Activitat Física i de l'Esport i en Fisioteràpia, del Doble Grau en Educació i en Ciències de l'Activitat Física i de l'Esport, de Màsters i de Doctorat. El centre es creà l'any 1982 i s'ubica al Complex de la Caparrella, a la partida del mateix nom de la capital del Segrià, i disposa de camps d'entrenament propis.